# Harlequin Air
K.K. Harlequin Air (japanisch 株式会社ハーレクィンエア, Kabushiki-gaisha Hārekuin Ea, engl. Harlequin Air Corporation) war eine japanische Charterfluggesellschaft mit Sitz in Ōta, Tokio und Basis auf dem Flughafen Fukuoka. Sie war ein Tochterunternehmen der Japan Air System und später der Japan Airlines.

## Geschichte
Harlequin Air wurde am 20. Januar 1997 gegründet und nahm am 19. Dezember mit einer McDonnell Douglas DC-10 für internationale Flüge und einer McDonnell Douglas MD-81 für innerjapanische Ziele den Flugbetrieb auf. Aufgrund finanzieller Probleme der Mutter Japan Air System wurde die McDonnell Douglas DC-10 im März 2000 an Northwest Airlines verkauft und damit der internationale Flugverkehr eingestellt. Die Fluggesellschaft flog nun im Auftrag der Japan Air System und nach deren Fusion mit Japan Airlines für diese im Wet-Lease nationale Ziele an.
Im April 2005 wurde der Flugbetrieb eingestellt und zum 31. März 2008 das Unternehmen Harlequin Air aufgelöst und vollständig in Japan Airlines integriert.

## Flugziele
Harlequin Air flog für Japan Air System und Japan Airlines nationale und internationale Ziele an. Innerhalb Japans wurden vor allem die Flughäfen Centrair und Neu-Chitose und international Sydney und Honolulu bedient.

## Flotte

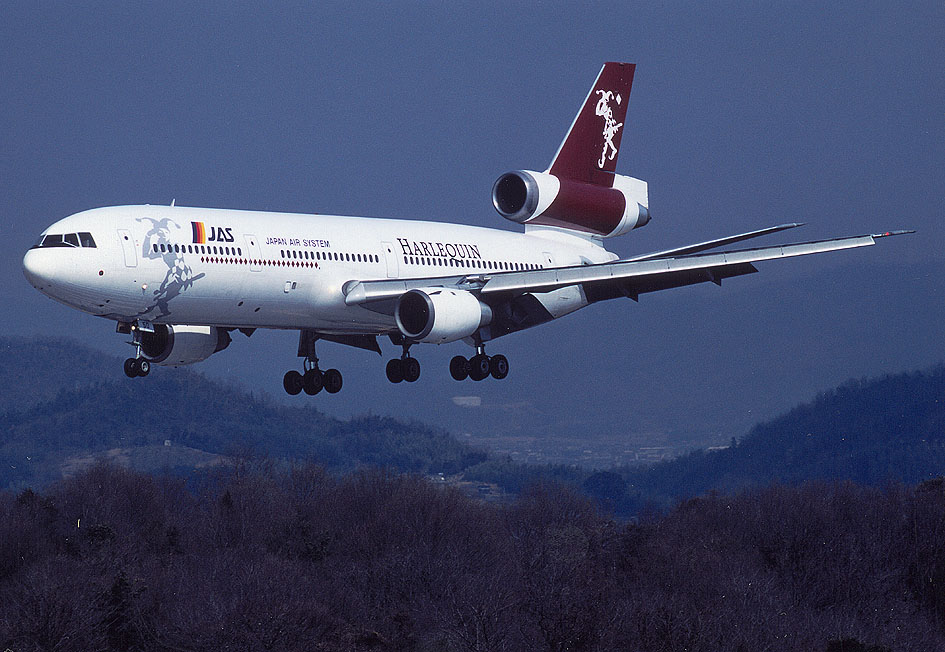
McDonnell Douglas DC-10 der Harlequin Air

Im Laufe ihres Bestehens betrieb Harlequin Air eine McDonnell Douglas DC-10-30ER (Luftfahrzeugkennzeichen JA8550) sowie eine McDonnell Douglas MD-81 (Luftfahrzeugkennzeichen JA8552).

## Service
An Bord der McDonnell Douglas DC-10 gab es neben der Economy Class auch eine „Premium Class“, die den Standards der damaligen First Class entsprach. Sie bot ein erweitertes Unterhaltungsprogramm und stellte beispielsweise Pantoffeln oder Zahnbürsten bereit.
Das Bordmagazin der Harlequin Air hieß „The World“ und war auf jedem Flug verfügbar.

## Trivia
Der Firmenname Harlequin Air leitet sich von der Kunstfigur Harlekin ab, die auch im Logo stilisiert dargestellt wird. Darüber hinaus waren die Uniformen der Flugbegleiter in den für den Harlekin charakteristischen Farben rot, gelb und blau gehalten, welche zudem im Erscheinungsbild der Japan Air System verwendet wurden.